# Trayon Bobb
Trayon Bobb (Georgetown, 5 de noviembre de 1993) es un futbolista de Guyana que juega como volante. Su equipo actual es el Caledonia AIA de la TT Pro League de Trinidad y Tobago.

## Trayectoria
Marcó su debut fuera de las fronteras de su país. Fue a inicios del 2011, con el Caledonia AIA de Trinidad y Tobago, en donde sigue jugando hasta la actualidad.

## Selección nacional
Jugó su primer partido con la selección el 24 de agosto de 2011 frente a India en un amistoso.
Le anotó dos goles a El Salvador en el mismo Estadio Cuscatlán en un partido de eliminatorias mundialistas. Al final, Guyana terminó consiguiendo un histórico empate de 2-2.
Ha jugado por su selección en la edición clasificatoria a la Copa Mundial del 2014, además de otros partidos, como de la Copa del Caribe.
Ha jugado 20 partidos y ha marcado 2 goles.

## Estadísticas

### Selección nacional
| 1 | 7 de septiembre de 2012 | Estadio Cuscatlán, San Salvador, El Salvador              | El Salvador                          | 1 – 1 | 2 – 2 | Clasificatorias a Brasil 2014                           |
| 2 | 7 de septiembre de 2012 | Estadio Cuscatlán, San Salvador, El Salvador              | El Salvador                          | 2 – 2 | 2 – 2 | Clasificatorias a Brasil 2014                           |
| 3 | 4 de junio de 2016      | Addelita Cancryn Ground, Charlotte Amalie, Islas Vírgenes | Islas Vírgenes de los Estados Unidos | 0 – 1 | 0 – 7 | Clasificatorias a la Copa del Caribe de 2017            |
| 4 | 4 de junio de 2016      | Addelita Cancryn Ground, Charlotte Amalie, Islas Vírgenes | Islas Vírgenes de los Estados Unidos | 0 – 6 | 0 – 7 | Clasificatorias a la Copa del Caribe de 2017            |
| 5 | 6 de septiembre de 2018 | Synthetic Track and Field Facility, Leonora, Guyana       | Barbados                             | 1 – 0 | 2 – 2 | Clasificación para la Liga de Naciones Concacaf 2019-20 |

## Clubes
| Club                 | País              | Año         |
| -------------------- | ----------------- | ----------- |
| Caledonia AIA        | Trinidad y Tobago | 2011 - 2013 |
| TP-47                | Finlandia         | 2013 - 2014 |
| → RoPS (cedido)      | Finlandia         | 2013        |
| → FC Kruoja (cedido) | Lituania          | 2013 - 2014 |
| Caledonia AIA        | Trinidad y Tobago | 2014 - 2015 |
| Georgetown FC        | Guyana            | 2015        |
| Slingerz FC          | Guyana            | 2015 - 2017 |
| Uitvlugt Warriors    | Guyana            | 2017 - 2018 |